# Roswith Capesius
Roswith Capesius (* 4. Februar 1929 in Bukarest; † 14. März 1984 ebenda) war eine deutschsprachige Ethnologin, Kunsthistorikerin, Malerin und Lyrikerin.

## Leben
Ihr Vater war der siebenbürgische Schriftsteller und Sprachwissenschaftler Bernhard Capesius (1889–1981). Roswith Capesius studierte – nach dem Abitur am Brukenthal-Gymnasium, Hermannstadt – Malerei und Kunstgeschichte an der Kunstakademie Nicolae Grigorescu (heute Nationale Universität der Künste Bukarest) in Bukarest. 1975 wurde sie mit einer Arbeit über rumänische Bauernmöbel promoviert. Ab 1975 war sie bis zu ihrem Tod als wissenschaftliche Mitarbeiterin und Forscherin am Institut für Ethnologie und Dialektologie, Bukarest tätig. Als Malerin nahm sie an zahlreichen Landesausstellungen teil. Roswith Capesius war verheiratet mit dem Schriftsteller Oskar Pastior, später lebte sie mit Hans Liebhardt zusammen.

## Werk

### Lyrikbände
- Zwischen Fenster und Sein. Gedichte. Bukarest: Kriterion Verlag, 1970.
- Zeichen auf der Schwelle. Gedichte. Bukarest: Kriterion Verlag, 1980.

### Wissenschaftliche Bücher
- Mobilierul țărănesc românesc, prefață de Paul Petrescu. Cluj-Napoca: Editura Dacia, 1974.
- Das siebenbürgisch-sächsische Bauernhaus. Wohnkultur. Bukarest: Kriterion Verlag, 1977.
- Siebenbürgisch-sächsische Schreinermalerei. Bukarest: Kriterion Verlag, 1983.

### Mitherausgeberin
- Arta populară românească. București. 1969. Autoren: Fl. B. Florescu, P. Petrescu, G. Aldea, Roswitha Capesius u. a.
- Aus der Volkskunde der Siebenbürger Sachsen. Hermannstadt: Honterus Verlag, 2003, ISBN 973-86634-0-7. Autoren: Erhard Antoni, Roswith Capesius, Karl Fisi, Herbert Hoffmann, Horst Klusch, Paul Niedermaier, Era Nußbächer u. a.

### Fachstudien
- Modalități stilistice în decorul interiorului țărănesc din nordul Transilvaniei (zona Lăpuș, Chioar, Maramureș). In: Studii și articole de istoria artei, seria Artă plastică Nr. 1/1971, S. 113–121.
- "Țărănesc" și "orășenesc" în interiorul locuinței rurale din Dobrogea. In: Etnografie și muzeologie V. Nr. 6/1977, S. 381–385.

### Bibliographie
- Lexikon der Siebenbürger Sachsen. Thaur: Wort und Welt Verlag, 1993, S. 87.

| Personendaten    | Personendaten                                                         |
| ---------------- | --------------------------------------------------------------------- |
| NAME             | Capesius, Roswith                                                     |
| KURZBESCHREIBUNG | rumäniendeutsche Ethnologin, Kunsthistorikerin, Malerin und Lyrikerin |
| GEBURTSDATUM     | 4. Februar 1929                                                       |
| GEBURTSORT       | Bukarest                                                              |
| STERBEDATUM      | 14. März 1984                                                         |
| STERBEORT        | Bukarest                                                              |